# Den stora lögnen och den stora sanningen
Den stora lögnen och den stora sanningen är en bok av Bo Giertz som är utgiven 1945 och omfattar femton kapitel om kristna grundsanningar.
1. Den stora lögnen och den stora sanningen Den stora lögnen lyder: det finns ingen Gud. Giertz säger sig vara väl bekant med den eftersom han hade varit troende ateist i 6 år som ung (1945). Normalförklaringen lyder: Den vetenskapliga världsbilden har ingen plats för en Gud. Version två av den stora lögnen: Det finns ingen djävul. Lögn nummer tre: Var och en blir salig på sin fason. Den stora sanningen: Gud lever. När du söker Gud... så skall du finna honom. Men du måste söka av Allt ditt hjärta.
2. Världens Herre
3. Inför högre rätt
4. Syndens makt och syndens lön
5. Syndafördärvet
6. Försoningens hemlighet
7. För oss gjord till synd
8. Den saliggörande tron
9. Din omvändelse
10. Att leva i sitt dop
11. Så säger Herren
12. Nådens bord
13. En evangelisk-luthersk kristen
14. De två regementena
15. Uppståndelsens morgon